# Gambule
Gambule is een dorp in het district North-East in Botswana. De plaats telt 482 inwoners (2011).